# Horloge astronomique de Beauvais
L'horloge astronomique de la cathédrale Saint-Pierre de Beauvais (Oise, Hauts-de-France, France), est considérée comme un chef-d'œuvre du genre, construite par Auguste-Lucien Vérité au XIXe siècle.

## Histoire

### Construction
L'horloge astronomique a été construite entre 1865 et 1868 à la demande de l'évêque de Beauvais Joseph-Armand Gignoux par Auguste-Lucien Vérité, célèbre maître horloger de Beauvais (concepteur de l'Horloge astronomique de Besançon entre 1857 et 1862). 
Elle fut d'abord présentée au palais de l'Industrie en 1869 avant d'être placée dans la chapelle du Saint-Sacrement, située dans le bras nord du transept de la cathédrale de Beauvais en 1876. 

### Restaurations

#### Première restauration
En 1929, rendue nécessaire par l'usure de certaines pièces, une révision minutieuse de l'horloge fut entreprise par la maison Ungerer de Strasbourg avec laquelle collaborèrent Messieurs Miclet, horlogers à Beauvais. Les rouages de la partie astronomique furent démontés, nettoyés, réparés si nécessaire, puis remontés. Il en fut de même pour les commandes des jeux scéniques du Jugement dernier. Un éclairage électrique a été installé.
Le meuble fut restauré complètement en 1980 par cinq Meilleurs Ouvriers de France.

#### Deuxième restauration
L'horloge astronomique de Beauvais a été restaurée par Dominique Charlet (M.O.F.), horloger à Rouen, un second horloger, un micromécanicien, un laqueur-doreur et un gainier pour le cuir. Le travail dura vingt-deux mois. Le 21 décembre 1991, jour du solstice d'hiver, l'évêque du Beauvais relança solennellement le balancier. 

#### Troisième restauration
En 2010, à cause de l'introduction de poussières dues à des travaux dans le mécanisme, l'horloge astronomique a dû être arrêtée. Ces poussières ont rendu nécessaire un démontage complet de l'horloge. Cette nouvelle restauration de la totalité de l'horloge a été entamée en juin 2011 par l'entreprise Prêtre et Fils, horlogers à Mamirolle dans le Doubs,.
L'horloge restaurée a été bénie le 11 avril 2012 et rouverte à la visite le 1er mai 2012.

## Caractéristiques
L'horloge astronomique compte environ 90 000 pièces mécaniques en acier et en laiton, 53 cadrans en émail (dont 52 en façade), 63 automates, et sonneries. L'ensemble est actionné par un moteur principal et 14 moteurs secondaires,. 

### Le meuble
Le meuble exécuté selon les plans du Père Piérart, frère des écoles chrétiennes, de style romano-byzantin, mesure 12 m haut, 5,12 m de large sur 2,82 m de profondeur. Il est composé de deux parties :
- la partie inférieure de plan rectangulaire à l'aspect d'un portique dont les angles faisant saillies servent de soutien aux colonnes qui elles-mêmes soutiennent trois voussures. Au milieu de la façade principale se trouve le grand cadran de l'horloge entouré de sculptures à la manière des imagiers du Moyen Âge : les chapiteaux des colonnes de gauche sont ornés de fleurs et de têtes humaines alors que ceux des colonnes de droite sont ornés de têtes de morts ou de têtes grimaçantes. Du côté du Bien, les damiers des colonnes sont garnis de pions, du côté du Mal, les damiers sont vides, la partie étant jouée et perdue. Au-dessus de la galerie sculptée, une cinquantaine de petites fenêtres laissent apparaître des personnages représentant les peuples du monde ou des notables beauvaisiens de la fin du XIXe siècle : A.-L. Vérité, une calotte sur la tête, le père Piérart, un plan à la main, le préfet de l'Oise, l'évêque et même le pape[1].

Sa décoration est inspirée de la Bible. Sur la façade principale, comme sur les deux façades latérales, se trouvent des cadrans (52 en façade). Ils donnent la mesure du temps dans l’Univers ainsi que la représentation des principaux phénomènes astronomiques dont :
Le cycle solaire, le nombre d'or, les épactes, les lettres dominicales, l’indiction romaine, l'heure sidérale, l'équation solaire, la déclinaison du soleil...
En partie haute, 68 automates s'animent lors de la scène du Jugement Dernier. Un son et lumière, diffusé en cinq langues, explique le fonctionnement de ces automates durant 25 minutes, à l’aide de casques individuels.
Quelques instants avant l'heure, le coq chante et bat des ailes. Quand l’heure sonne, le Christ, assis dans sa gloire, fait signe aux anges de jouer de la trompette. Bientôt le jugement a lieu, la Vertu est conduite au ciel par un ange, tandis que le Vice est poussé en enfer par un diable hideux.

## Images

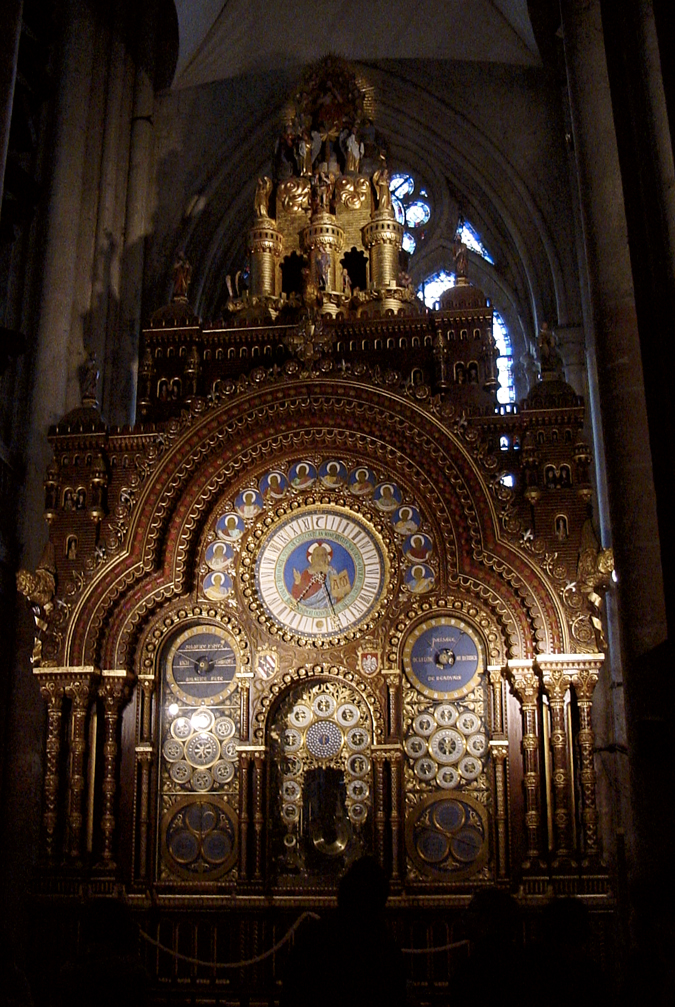
Vue générale
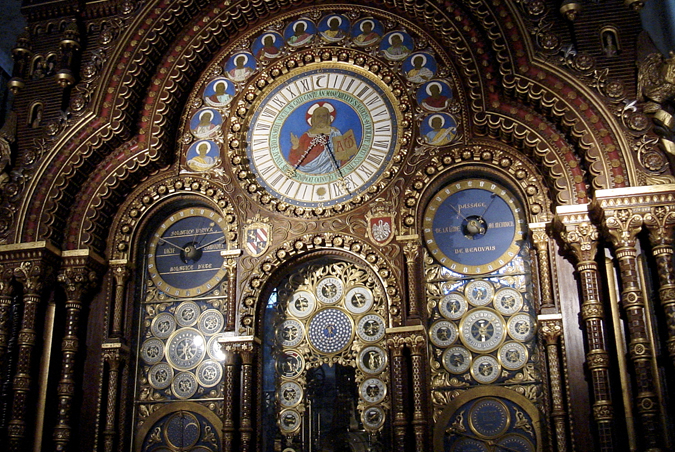
Les cadrans
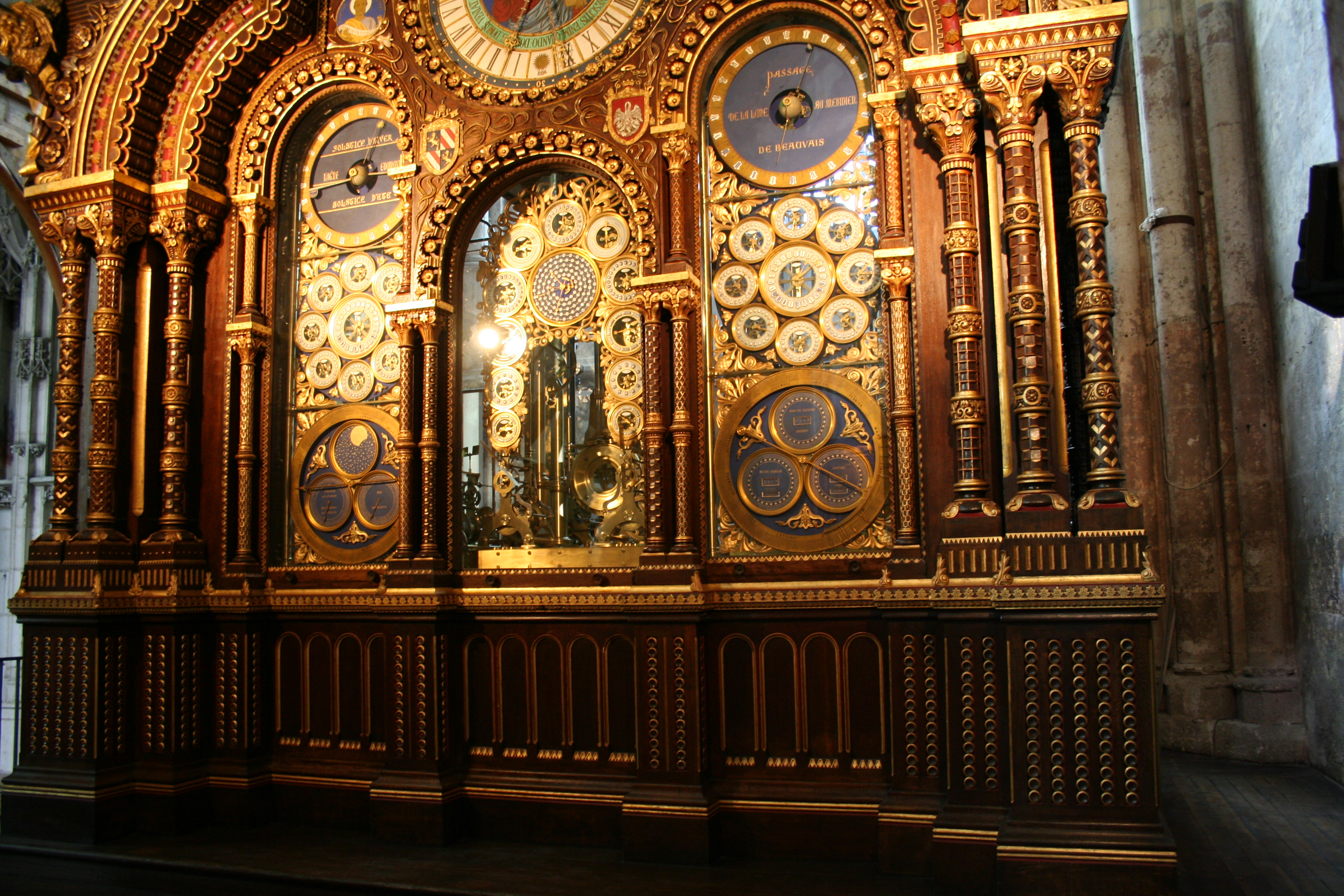
Partie basse du meuble
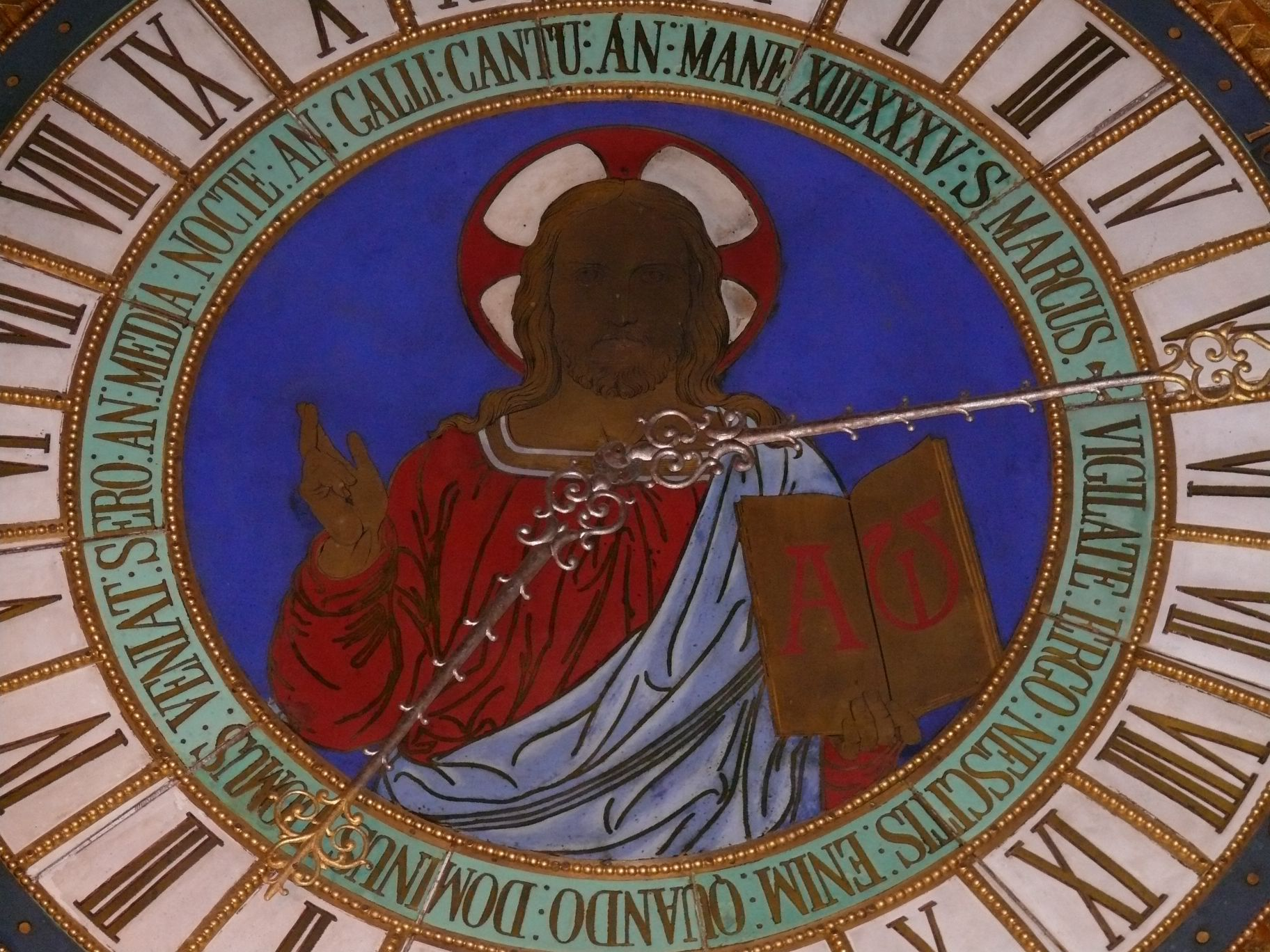
Le Christ
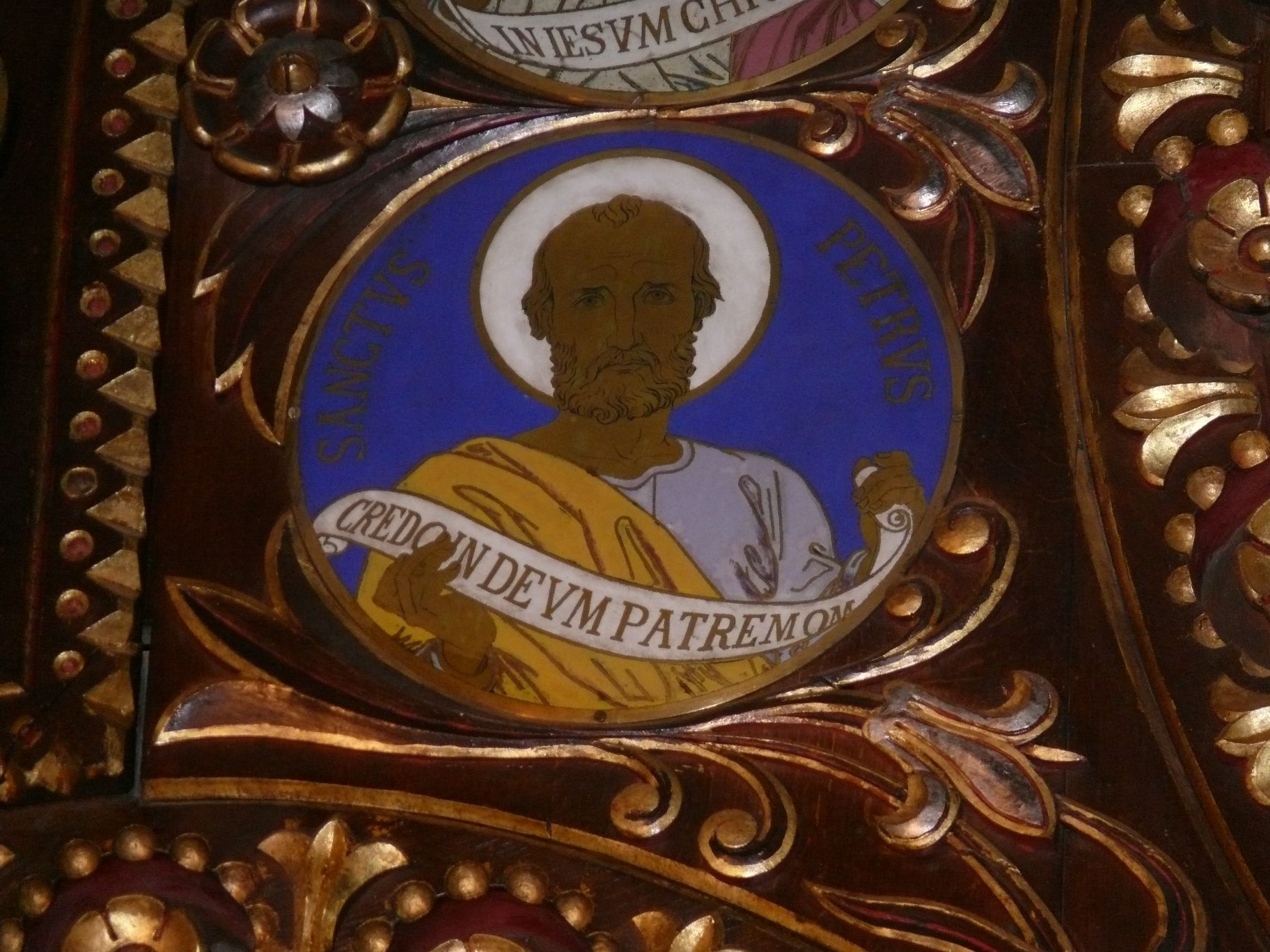
Saint Pierre
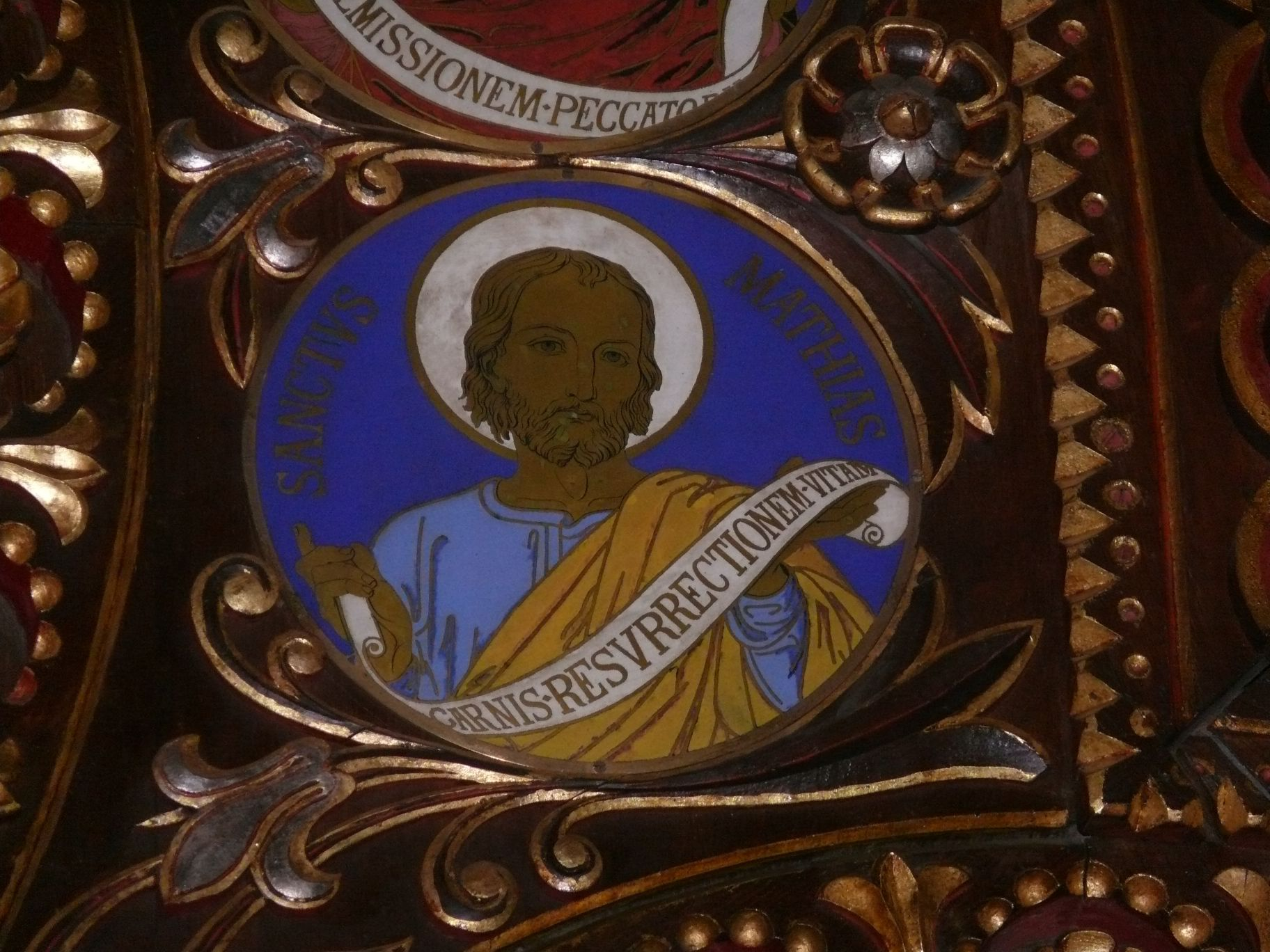
Saint Matthieu

## Entretien
L'horloge astronomique est remontée environ tous les quatre jours par le personnel travaillant dans la cathédrale. Elle est également entretenue par un responsable technique.

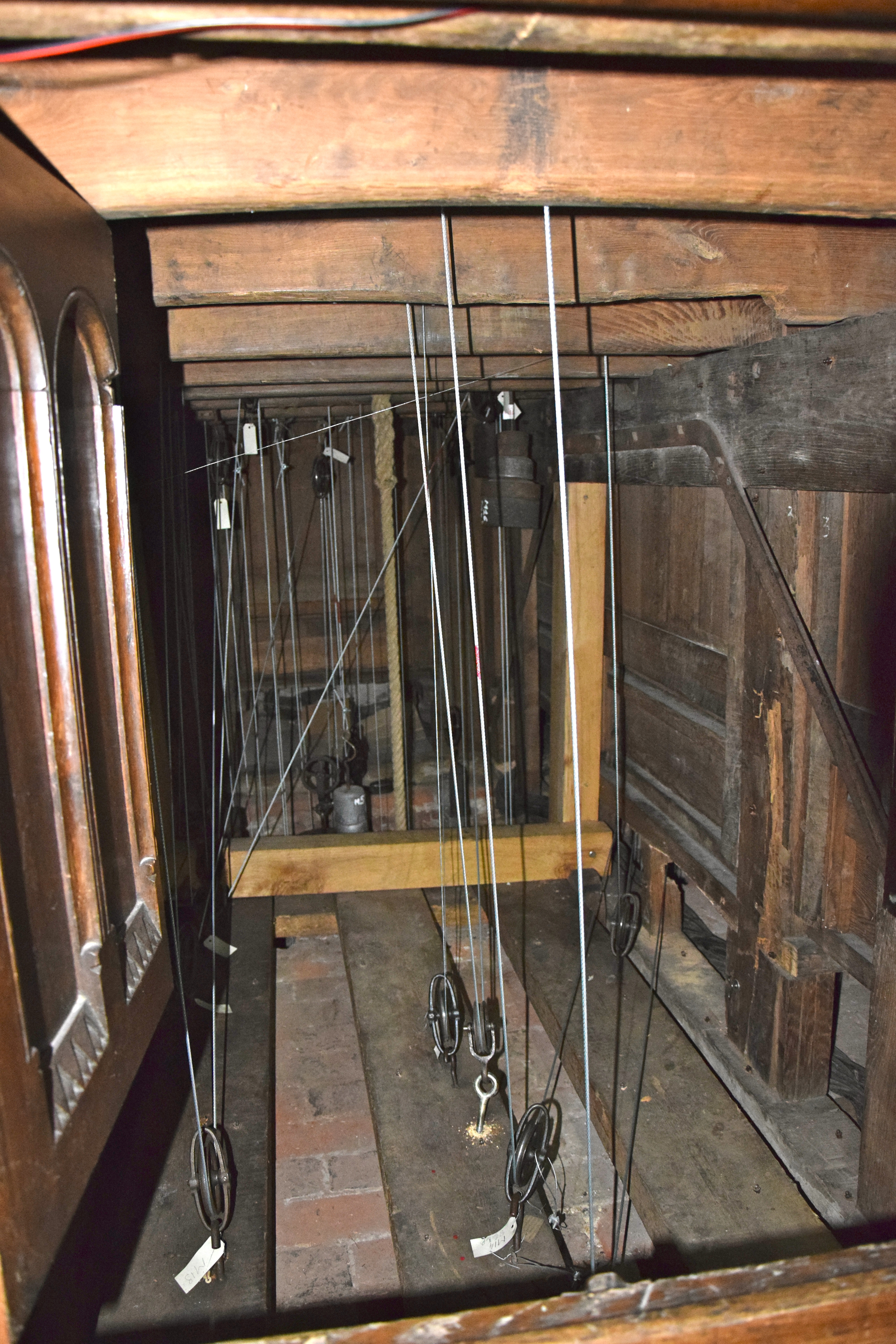
Mécanismes sous l'horloge.
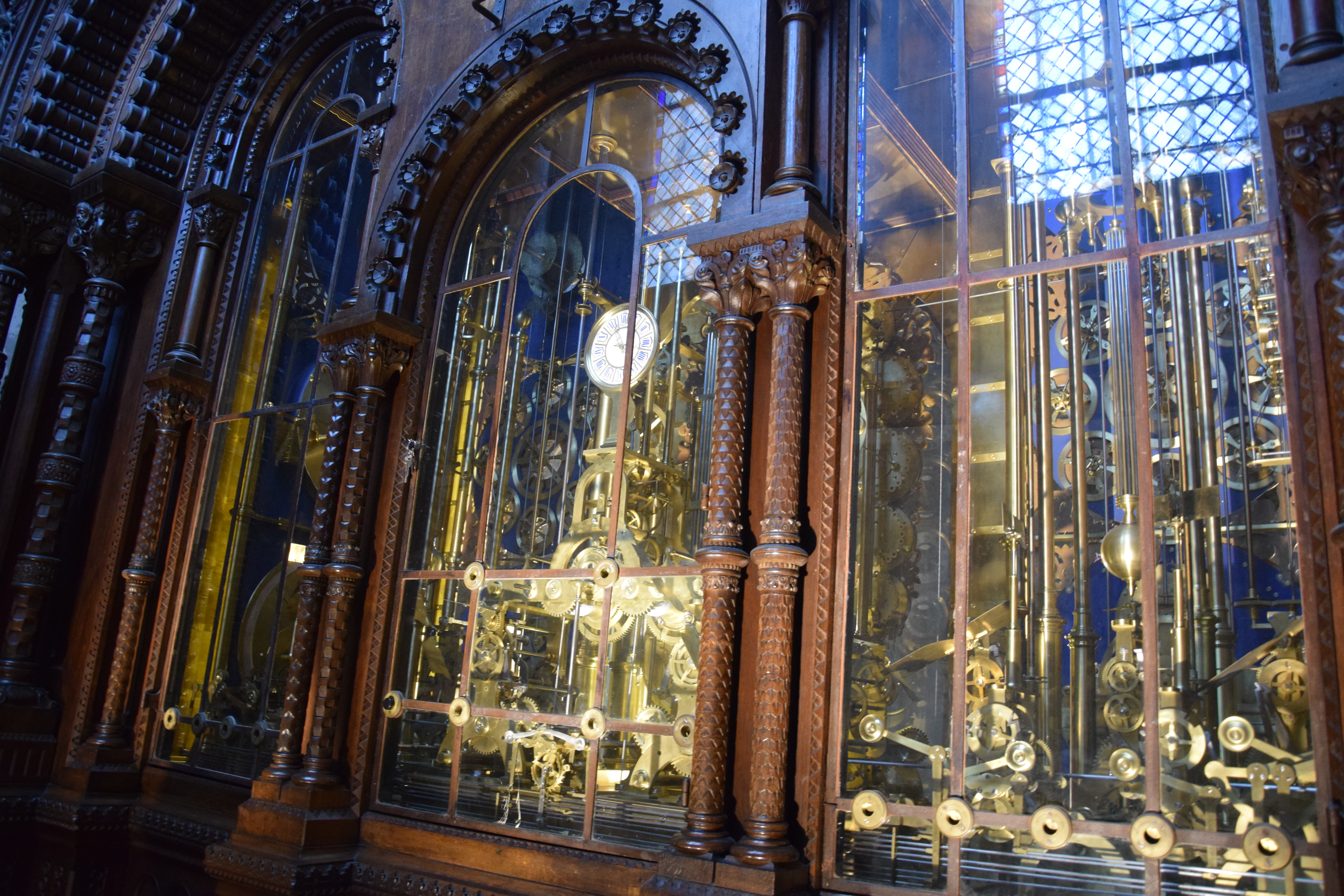
Face arrière.

## Pour approfondir